# Franken Challenge 2010
Il Franken Challenge 2010 è stato un torneo professionistico di tennis maschile giocato sulla terra rossa, che faceva parte dell'ATP Challenger Tour 2010. Si è giocato a Fürth in Germania dal 30 maggio al 6 giugno 2010.

## Partecipanti

### Teste di serie
| Nazionalità | Giocatore             | Ranking* | Testa di serie |
| ----------- | --------------------- | -------- | -------------- |
| Germania    | Florian Mayer         | 51       | 1              |
| Germania    | Simon Greul           | 64       | 2              |
| Australia   | Peter Luczak          | 71       | 3              |
| Germania    | Daniel Brands         | 88       | 4              |
| Giamaica    | Dustin Brown          | 99       | 5              |
| Spagna      | Rubén Ramírez Hidalgo | 120      | 6              |
| Spagna      | Óscar Hernández       | 121      | 7              |
| Kazakistan  | Michail Kukuškin      | 135      | 8              |

- Ranking al 24 maggio 2010.

### Altri partecipanti
Giocatori che hanno ricevuto una wild card:
- Matthias Bachinger
- Florian Mayer
- Cedrik-Marcel Stebe
- Marcel Zimmermann

Giocatori alternativ:
- Marius Copil
- Konstantin Kravčuk
- Pablo Santos
- Joseph Sirianni
- Gabriel Trujillo Soler

Giocatori passati dalle qualificazioni:
- Dennis Blömke
- Rameez Junaid
- Jan-Lennard Struff
- Matteo Viola

Giocatori lucky loser:
- Marc Sieber

## Campioni

### Singolare
Robin Haase ha battuto in finale  Tobias Kamke con il punteggio di 6–4, 6–2

### Doppio
Dustin Brown /  Rameez Junaid hanno battuto in finale  Martin Emmrich /  Joseph Sirianni con il punteggio di 6–3, 6–1